# Tompa Mihály Emlékház
A Tompa Mihály Emlékház a Borsod-Abaúj-Zemplén vármegyei Keleméren található. A Tompa Mihály Emlékbizottság nevében működő múzeumbaráti kör hozta létre 1963-ban.
Tompa Mihály 1849–1851 között volt káplán Keleméren. A kápláni lakban, a mai emlékházban élt. Itt születtek nagy hatású allegorikus versei: A gólyához és A madár fiaihoz, és a falu visszafelé olvasott nevéből alkotott Rém Elek álnevet használta a legtöbbet.

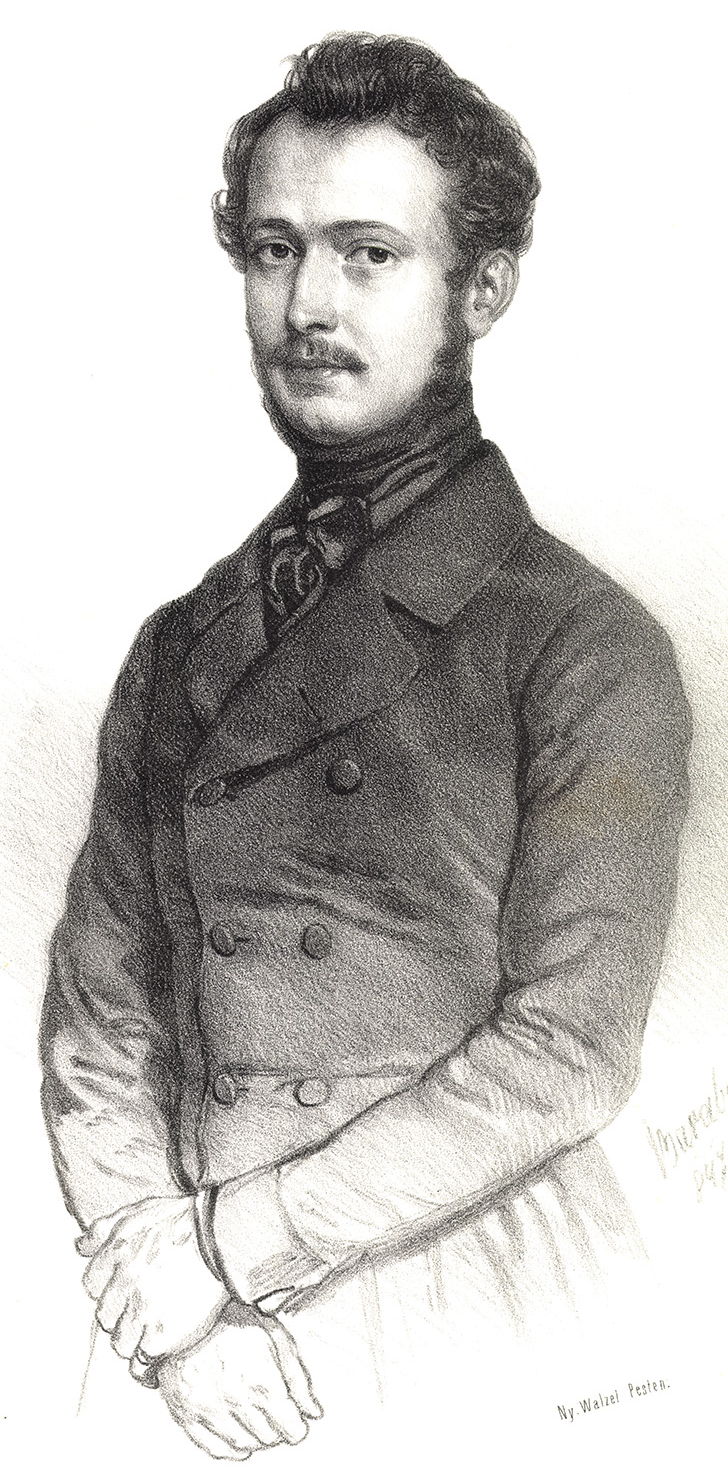
Tompa Mihály

Az emlékházzá átalakított káplánlakás a költő egykori alkotó műhelye volt. Az „Összezúzott lant” című állandó kiállítással várja a látogatókat. Az emlékház a középkori eredetű református műemléktemplom közelében található.

## A kiállítás

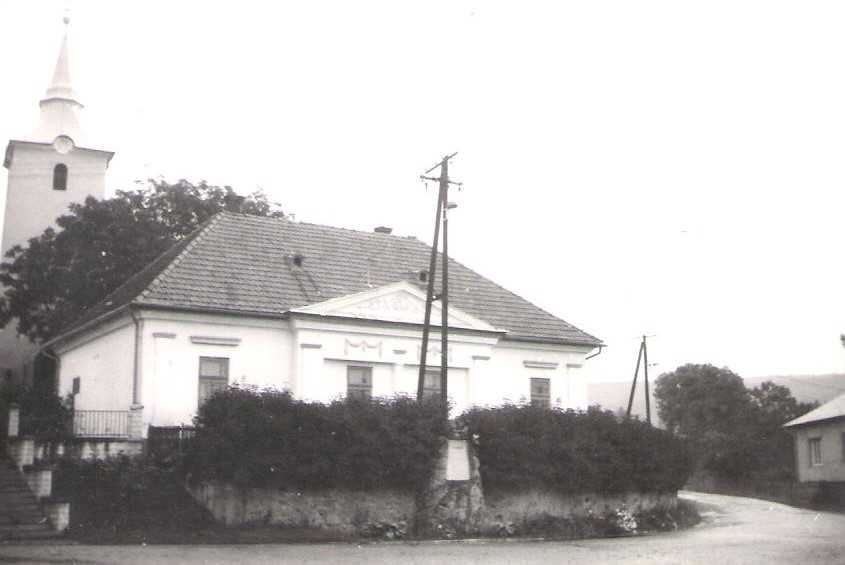
Az emlékház és a középkori eredetű református műemléktemplom

Az emlékház elsősorban Tompa Mihály személyét és személyes emlékeit, valamint irodalmi és egyházi kapcsolatait igyekszik feleleveníteni. A kiállítás előterében megelevenedik a korabeli Kelemér és környéke. A belső tér pedig részletesen ismerteti a költő keleméri éveit, az itt született alkotásait. Mindezek három fő tevékenység köré csoportosulnak:
- Magánéleti események

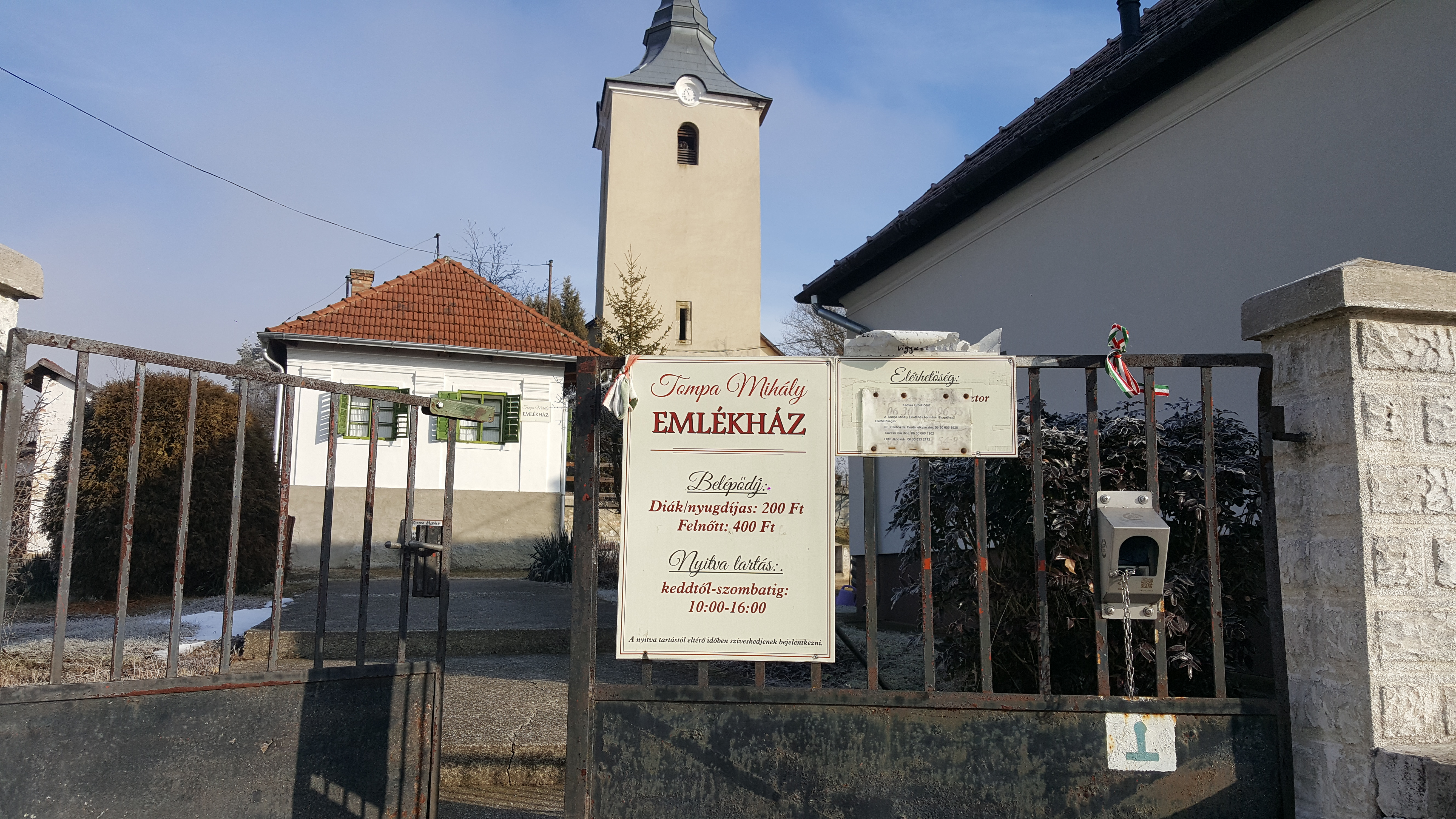
Az Országos Kéktúra igazolópontja (2022)

A Bejéről Kelemérre való költözés. Ezután született Az én lakásom című verse, amelyben részletesen ismerteti új környezetét. A dokumentumok utalnak Tompa ügyes gazdálkodó tevékenységére is.
1. 1849. május 1. házassága. Felesége Soldos Emília, földbirtokos család gyermeke. 1850. március 10.: első kisfiuk születése. A kisfiú halála, temetése. Felesége szülés utáni állandósuló betegeskedése.
2. Legjobb ifjúkori barátja, Kerényi Frigyes kényszerű Amerikába vándorlása, betegsége, majd korai halála.[2]
3. Az irodalmi élet megindulása: betiltott irodalmi lapok, kapcsolata Szilágyi Sándorral, a kor legfőbb irodalmi szerkesztőjével, Petőfi Sándor halála, az alakja körüli álhírek, Tompa Petőfi-értékelése.
4. Az álnéven írott versei és a Hölgyfutár poétái-ügy, melynek kapcsán Gyulai Pál – többek között – Tompa álnéven írt verseit is erősen kritizálta.

- Egyházi munkásság

1. Az allegorikus példázat-jellegű egyházi beszédei, papi dolgozatai.
2. Mindennapi papi tevékenysége: halotti beszédei, sírbeszédei, általa kiállított anyakönyvi kivonat, kapcsolata a református egyházi szervekkel és a főgondnokokkal, Szász Károllyal.
3. Számvetése a forradalommal.

- Irodalmi tevékenység

1. A „népdalai” (Piros rózsát szakasztottam..., Hűvös szél fú...)[3]
2. A Virágregék darabjainak születése.
3. A gólyához című vers körüli események[4]
4. Más allegorikus versei (Pusztán, A madár fiaihoz, Pacsirtadal).

A Tompának tulajdonított korabeli íróasztala és széke felidézi a költő személyes terét.
A kiállítást Császtvay Tünde rendezte.